# Flabellum arcuatile
Flabellum arcuatile är en korallart som beskrevs av Stephen D. Cairns 1999. Flabellum arcuatile ingår i släktet Flabellum och familjen Flabellidae. Inga underarter finns listade i Catalogue of Life.